# Paul van Schalen
Paul van Schalen (né le 25 février 1972 à Heeze) est un coureur cycliste néerlandais, professionnel de 1999 à 2007. Troisième du championnat des Pays-Bas du contre-la-montre en 2002, il a représenté son pays au championnat du monde de cette spécialité cette année-là et en a pris la 54e place.

## Palmarès
- 1998
  - 1re étape du Tour de Thuringe
  - Prologue de l'Olympia's Tour
  - 4e étape du Ster der Beloften
  - 2e du Tour de Drenthe
  - 3e de l'Étoile de Zwole
  - 3e du championnat des Pays-Bas de poursuite
- 1999
  - 2e du championnat des Pays-Bas de poursuite
- 2000
  - Étoile de Zwole
- 2002
  - Tour du Brabant central (nl) :
    - 2e étape
    - Classement général

  - 3e du championnat des Pays-Bas du contre-la-montre
- 2004
  - Tour du Nord des Pays-Bas (ex æquo avec 21 coureurs)[1]
- 2005
  - Veenendaal-Veenendaal
  - Tour de Hollande-Septentrionale
  - Tour du Brabant central (nl)
- 2007
  - 9e étape de l'Olympia's Tour
  - 1re étape de l'OZ Wielerweekend

## Classements mondiaux
| Année           | 2005 | 2006 | 2007 | 2008  |
| --------------- | ---- | ---- | ---- | ----- |
| UCI Europe Tour | 48e  | 561e | 208e | 1139e |